# Cremolobus subscandens
Cremolobus subscandens là một loài thực vật có hoa trong họ Cải. Loài này được Kuntze mô tả khoa học đầu tiên năm 1898.